# Lilloise Bjerge
Lilloise Bjerge är en bergskedja i Grönland (Kungariket Danmark).   Den ligger i kommunen Sermersooq, i den sydöstra delen av Grönland, 1 100 km öster om huvudstaden Nuuk.